# Kamienica przy ulicy Kanoniczej 20 w Krakowie
Kamienica przy ulicy Kanoniczej 20 – zabytkowa kamienica znajdująca się w Krakowie, w dzielnicy I przy ulicy Kanoniczej, na Starym Mieście.
Kamienica została wybudowana około 1400 jako własność rycerska. W 1443 gotycki dom zakupił kardynał Zbigniew Oleśnicki. W testamencie przekazał go kapitule katedralnej z zastrzeżeniem, że jego mieszkańcy mają odprawiać mszę za ofiarodawcę. W I połowie XVI wieku w budynku mieszkał Stanisław Hozjusz, późniejszy biskup warmiński i kardynał. W XVIII wieku kamienica została gruntownie przebudowana. Z tego okresu pochodzi pełna pilastrów elewacja. Obecnie budynek jest własnością Uniwersytetu Papieskiego Jana Pawła II w Krakowie.
27 maja 1965 kamienica została wpisana do rejestru zabytków. Znajduje się także w gminnej ewidencji zabytków.